# 歌倫
歌倫爵士（ Sir Henry Cowper Gollan CBE KC ，1868年1月8日—1949年8月5日）又譯高籣爵士，是一位英国律师和法官。他曾是多個英国殖民地的总检察长和首席大法官，最終在香港首席大法官的任上退休。

## 生平
歌倫出生於智利。他是英国外交官亚历山大·高兰爵士的儿子。
他曾就讀於查特豪斯公學，並于1887年獲得爱丁堡大学文学硕士学位，1891年1月被中殿律師學院授予律師證書。
1899年，他成為盧吉爵士的私人秘书。
1901年，歌倫出任北尼日利亚总检察长。后来又出任北尼日利亚首席大法官。
1904年，他出任百慕大首席大法官。
1911年，他出任特立尼达岛总检察长，1918年轉任锡兰总检察长。。
1921年，他受封爵士。 

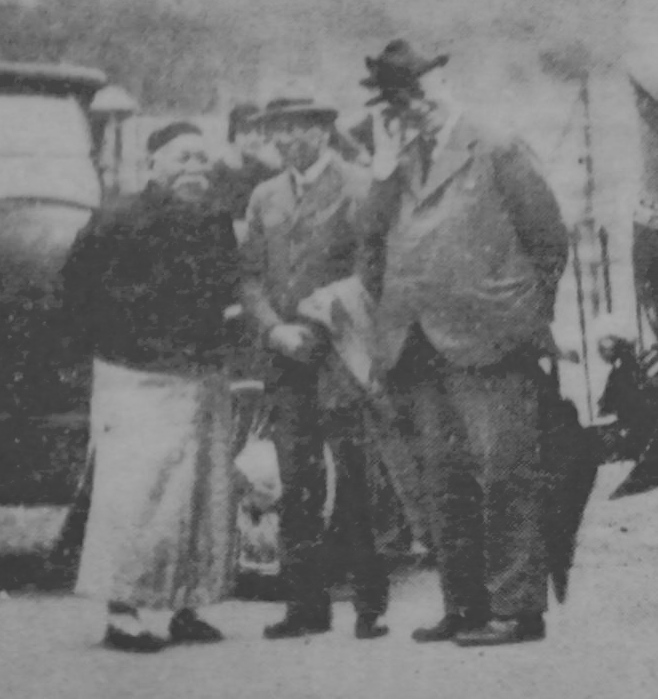
1929年，周壽臣、活約翰
和歌倫在惠普怀特的葬礼上

1924年，他出任香港首席大法官。五卅运动爆發後，一個負責調查上海公共租界巡捕負責人埃弗森的委员会成立，歌倫是該委員會的委員之一。該委員會最終認為埃弗森下令巡捕朝示威者開槍並沒有問題。
1926年起，歌倫兼任英國在華最高法院合議庭法官。
1930年。歌倫退休並且返回英国。退休后，他获颁香港大學荣誉法学博士学位。 